# Бомон (Пиј де Дом)
Бомон (фр. Beaumont) је насељено место у Француској у региону Оверња, у департману Пиј де Дом.
По подацима из 2011. године у општини је живело 10.908 становника, а густина насељености је износила 2720,2 становника/km².

## Демографија
| 1962. | 1968. | 1975. | 1982. | 1990. | 1999. | 2011.  |
| ----- | ----- | ----- | ----- | ----- | ----- | ------ |
| 6.297 | 6.930 | 7.580 | 8.023 | 9.465 | 9.465 | 10.908 |